# Хејнс Сити (Флорида)
Хејнс Сити (енгл. Haines City) град је у америчкој савезној држави Флорида. По попису становништва из 2010. у њему је живело 20.535 становника.

## Демографија
Према попису становништва из 2010. у граду је живело 20.535 становника, што је 7.361 (55,9%) становника више него 2000. године.
| Група             | 2000.         | 2010.         |
| Белци             | 5.688 (43,2%) | 6.540 (31,8%) |
| Афроамериканци    | 4.197 (31,9%) | 5.644 (27,5%) |
| Азијати           | 51 (0,4%)     | 293 (1,4%)    |
| Хиспаноамериканци | 3.074 (23,3%) | 7.980 (38,9%) |
| Укупно            | 13.174        | 20.535        |